# Olympische Sommerspiele 2012/Teilnehmer (Tuvalu)
| Gelbes Symbol für Goldmedaillen mit stilisierten Olympischen Ringen | Graues Symbol für Silbermedaillen mit stilisierten Olympischen Ringen | Braundes Symbol für Bronzemedaillen mit stilisierten Olympischen Ringen |
| ------------------------------------------------------------------- | --------------------------------------------------------------------- | ----------------------------------------------------------------------- |
| —                                                                   | —                                                                     | —                                                                       |

Tuvalu nahm in London an den Olympischen Spielen 2012 teil. Es war die insgesamt achte Teilnahme an Olympischen Sommerspielen. Das Tuvalu National Olympic Committee nominierte drei Athleten in zwei Sportarten.

## Teilnehmer nach Sportart

### Gewichtheben
| Athleten         | Wettbewerb       | Reißen  | Reißen | Stoßen  | Stoßen | Zweikampf | Zweikampf | Rang |
| Athleten         | Wettbewerb       | Gewicht | Rang   | Gewicht | Rang   | Gewicht   | Rang      | Rang |
| ---------------- | ---------------- | ------- | ------ | ------- | ------ | --------- | --------- | ---- |
| Männer           |                  |         |        |         |        |           |           |      |
| Tuau Lapua Lapua | Klasse bis 62 kg | 108 kg  | 13     | 135 kg  | 12     | 243 kg    | 12        | 12   |

### Leichtathletik
Laufen und Gehen
| Athleten      | Wettbewerb | Vorlauf | Vorlauf | Halbfinale    | Halbfinale    | Finale        | Finale        | Rang |
| Athleten      | Wettbewerb | Zeit    | Rang    | Zeit          | Rang          | Zeit          | Rang          | Rang |
| ------------- | ---------- | ------- | ------- | ------------- | ------------- | ------------- | ------------- | ---- |
| Frauen        |            |         |         |               |               |               |               |      |
| Asenate Manoa | 100 m      | 13,48 s | 7       | ausgeschieden | ausgeschieden | ausgeschieden | ausgeschieden | 27   |
| Männer        |            |         |         |               |               |               |               |      |
| Tavevele Noa  | 100 m      | 11,55 s | 6       | ausgeschieden | ausgeschieden | ausgeschieden | ausgeschieden | 26   |